# Drama psicològic
Un drama psicològic, o un psicodrama, és un subgènere literari, cinematogràfic o teatral de ficció psicològica que generalment se centra en el desenvolupament emocional, mental i psicològic dels protagonistes i altres personatges destacats per la narrativa dramàtica. És àmpliament conegut com un dels principals subgèneres de la ficció; el subgènere s'utilitza habitualment per a pel·lícules i sèries de televisió.